# Asymetryczna epoksydacja Sharplessa
Asymetryczna epoksydacja Sharplessa – enancjoselektywna reakcja chemiczna alkoholi allilowych z wodoronadtlenkiem tert-butylu wobec odpowiedniego enancjomeru winianu dietylu (DET) oraz izopropanolanu tytanu Ti(OiPr)4, której produktem są 2,3-epoksyalkohole.
Reakcję odkrył w 1980 roku chemik amerykańskiego pochodzenia K. Barry Sharpless, który w 2001 roku otrzymał nagrodę Nobla za osiągnięcia w asymetrycznej katalizie utleniania związków nienasyconych.
Rolę utleniacza pełni wodoronadtlenek tert-butylu, natomiast na enancjoselektywność reakcji wpływa kompleks winianu dietylu oraz izopropanolan tytanu, który pełni rolę katalizatora. Dzięki sitom molekularnym 3Å ilość potrzebnego katalizatora wynosi jedynie 5–10% molowych.
Reakcja ta została omówiona w kilku pracach przeglądowych.